# 장원영 (배우)
장원영(1974년  3월 5일 ~ )은 대한민국의 배우이다.

## 학력
- 서울예술대학 연극과
- 동국대학교 연극학 (학사)

## 연기 활동

### 드라마
- 2007년 MBC every1 《조선 과학수사대 별순검 시즌1》 : 화적 역
- 2008년 SBS 미니시리즈 《타짜》 : 계동춘 역
- 2008년 E채널 냡량특집드라마 《기담전설》〈마지막 여행〉 : 펜션주인 역
- 2008년 MBC every1 《조선 과학수사대 별순검 시즌2》 : 노름판 호구 역
- 2009년 SBS 드라마스페셜 《시티홀》
- 2009년 SBS 드라마스페셜 《미남이시네요》 : 김 기자 역
- 2009년 MBC 일일연속극 《살맛 납니다》 : 창수의 직장동료 역
- 2010년 MBC 미니시리즈 《개인의 취향》 : 김 비서 역
- 2010년 SBS 창사특집극 《초혼》
- 2011년 SBS 미니시리즈 《마이더스》 : 양만수 역
- 2011년 KBS2 미니시리즈 《포세이돈》 : 안동출 역
- 2011년 OCN 드라마 《뱀파이어 검사》
- 2011년 JTBC 미니시리즈 《빠담빠담… 그와 그녀의 심장박동소리》 : 태민 역
- 2012년 tvN 수목드라마 《인현왕후의 남자》 : 드라마 감독 역
- 2012년 TV조선 미니시리즈 《지운수대통》 : 운칠 역
- 2012년 SBS 미니시리즈 《드라마의 제왕》 : 홍 감독 역 (특별출연)
- 2012년 KBS2 미니시리즈 《전우치》 : 어중이 역
- 2013년 OCN 드라마 《특수사건전담반 TEN 시즌2》 : 박은수 역
- 2013년 tvN 목요드라마 《식샤를 합시다》 : 최규식 역
- 2013년 MBC 미니시리즈 《미스코리아》 : 박 부장 역
- 2014년 KBS2 미니시리즈 《트로트의 연인》 : 이철만 역
- 2014년 MBC 미니시리즈 《내 생애 봄날》  조길동 역
- 2014년 MBC 단막극 《드라마 페스티벌 - 기타와 핫팬츠》 : 만기 역
- 2014년 SBS 주말극장 《모던파머》 : 인삼밭 도둑 역
- 2015년 tvN 1인가구드라마 《식샤를 합시다 2》
- 2015년 tvN 금토드라마 《구여친클럽》 : 작가 역
- 2015년 JTBC 금토드라마 《라스트》 : 악어 역
- 2015년 SBS 주말특별기획드라마 《애인 있어요》 : 부장 역
- 2015년 MBC 미니시리즈 《화려한 유혹》 : 마오광 역
- 2016년 SBS 드라마스페셜 《딴따라》 : 박원영 기자 역
- 2017년 OCN 주말드라마 《보이스》 : 권창태 역
- 2017년 SBS 드라마스페셜 《수상한 파트너》 : 지하철 성추행남 역
- 2017년 tvN 월화드라마 《이번 생은 처음이라》 :  감독 역
- 2018년 MBN 수목드라마 《마녀의 사랑》 : 치킨집 양사장
- 2018년 SBS 월화드라마 《복수가 돌아왔다》 : 김국현 역
- 2019년 OCN 수목드라마 《구해줘 2》 : 칠성 역
- 2020년 KBS2 미니시리즈 《본 어게인》 : 주인도 역
- 2021년 KBS2 월화드라마 《암행어사: 조선비밀수사단》 : 변학수 역
- 2021년 KBS2 금요드라마 《이미테이션》 : 김 대표 역
- 2022년 tvN 수목드라마 《살인자의 쇼핑목록》 : 오천원 역
- 2023년 tvN 토일드라마 《판도라: 조작된 낙원》 : 봉우리 역
- 2023년 JTBC 수목드라마 《나쁜 엄마》 : 청년회장 역
- 2023년 Netflix 오리지널 드라마 《마스크걸》 : 김부장 역
- 2024년 MBC 금토드라마 《백설공주에게 죽음을 - Black Out》 : 김희도 역
- 2024년 ENA 월화드라마 《취하는 로맨스》 : 김 씨 (김순관) 역
- 2025년 웹드라마 《탐정 구해주》 : 강기만 역

### 영화
- 2006년 《예의없는 것들》 : 왕눈이 역
- 2007년 단편 《수쟌느》 : 원영 역
- 2007년 《황진이》 : 이속 역
- 2007년 《그놈 목소리》 : 최 박사 역
- 2007년 《마을금고 연쇄습격사건》 ... 송지만 사장 역
- 2007년 《가면》 : 강간남 역
- 2007년 《싸움》 : 커피숍 사장 / 식당 주인 역
- 2007년 《스카우트》 : 광주제일고등학교 감독 역
- 2009년 《내 사랑 내 곁에》 : 6인병실 최씨 역
- 2010년 《육혈포 강도단》 : 신자 아들 역
- 2011년 단편 《구천리 마을잔치》 : 김용 역
- 2011년 단편 《오늘의 커피》
- 2014년 《레바논 감정》 : 가죽 남자 역
- 2015년 《헬머니》 : 강 실장 역
- 2016년 《미씽: 사라진 여자》 : 석호 역
- 2017년 《아빠는 딸》 : 권 사장 역
- 2017년 《진아의 기억_SECTIN 1》
- 2018년 《비밥바룰라》 : 빡구 역
- 2019년 《열두 번째 용의자》 : 문봉우 역
- 2020년 《사라진 시간》 : 두희 역
- 2021년 《미션 파서블》 : 의사 역 (특별출연)

## 수상
- 2005년 서울연극제 인기상